# Elaphria pulida
Elaphria pulida är en fjärilsart som beskrevs av Paul Dognin 1897. Elaphria pulida ingår i släktet Elaphria och familjen nattflyn. Inga underarter finns listade i Catalogue of Life.